# CB&Q 9908
A CB&Q 9908 egy A1A-2 tengelyelrendezésű áramvonalas dízelmozdony-sorozat volt, melyet az amerikai General Motors Electro-Motive Division gyártott. A 745 kW  teljesítményű mozdonyból összesen egy db-ot gyártottak 1939-ben.